# 藤本真澄

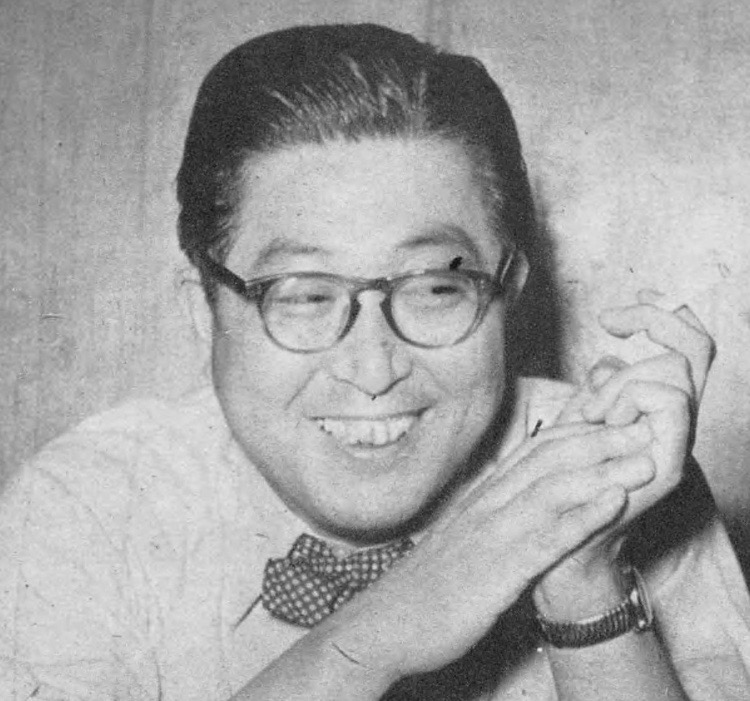
藤本真澄（1953年）

藤本 真澄（、1910年（明治43年）7月15日 - 1979年（昭和54年）5月2日）は、日本の映画プロデューサー。元東宝副社長、東宝映画初代社長。日本映画黄金期のヒット作を多数手掛けた東宝の看板プロデューサーである。

## 経歴
旧満州旅順生まれ。海軍軍医だった父の転任に伴い、長崎県佐世保市、対馬、広島県呉市、神奈川県横須賀市、京都府京都市、広島市で育ち1928年、県立山口中学校卒業後二年浪人。少年期から映画に熱を上げ映画館に通いつめ「塚本靖」名で『キネマ旬報』に映画批評を投稿したりした。「塚本靖」名では東宝の新人時代、アイデアを出した数本の映画に原作者としてのクレジットがある。1934年慶應義塾高等部在学中に三映社でアルバイトをして映画の宣伝を担当、ルネ・クレールの『巴里の屋根の下』(1930年)やリーフェンシュタールの『青の光』(1932年)などを手掛けた。慶應卒業後は明治製菓で3年間宣伝の仕事を担当。そこで明治製菓とタイアップしていた松竹蒲田撮影所に出入りして五所平之助や成瀬巳喜男と知り合う。宣伝映画を頼んだ成瀬とその映画に出演した松竹大船の子役だった高峰秀子と親しくなり後に引き抜くこととなる。成瀬・高峰とはその後、盟友として多くの名作を生み出し、また終生の友人として付き合った。藤本が明治製菓を辞めた後に入ったのが戸板康二。1937年、森岩雄に誘われて東宝の前身であるP.C.L.映画製作所に入社。
1940年助監督となるが、関連会社の南旺映画に出向して撮った1941年の『結婚の生態』（原作石川達三、監督今井正、主演原節子）を初プロデュースして製作に転じた。終戦までに成瀬巳喜男監督の『秀子の車掌さん』や島津保次郎監督の『母の地図』、今井正監督の『望楼の決死隊』、山本薩夫監督の『翼の凱歌』などをプロデュースした。
戦後1947年、東宝争議で製作責任者となり、翌年の警官隊導入の責任をとって東宝を退社する。1949年独立プロ・「藤本プロダクション」を設立して各社の製作を請け負う。東宝が争議後の混乱で自主製作能力がなく、東宝で製作を中絶されていた『青い山脈』を引き受け大ヒットを記録する。あまりにも有名な主題歌を監督の今井正は嫌で嫌で仕方なかったというが、喧嘩して今井が編集室から飛び出した間に藤本が助監督に指示して入れさせ、ラストシーンに延々と流し続けた、というエピソードが残っている。明治製菓の元宣伝マンという経験から主題歌を作ることで、映画の宣伝効果が格段に上がることを知っていた。出版社・新聞社にも顔が広く原作物の映画化権を次々獲得、作家が小説を書き始める前に映画化権を獲得したといわれる。特に慶應の先輩・石坂洋次郎作品の映画化権を独占した。
1951年、東宝に復帰。この年サラリーマン小説第1号・源氏鶏太原作「ホープさん」を映画化し翌年の『三等重役』を契機としてサラリーマン喜劇を多く製作、これが1956年からの『社長シリーズ』につながる。これは高度経済成長期を背景として大ヒットした。同年製作した『めし』は成瀬が長いスランプから脱出した作品。大ヒットし成瀬は一気に巨匠の1人となった。1953年には「藤本プロダクション」を置いた銀座に有志として株主を集め、名画座「並木座」（映画上映1953年10月-1998年9月）をオープンさせた。
1953年の五社協定では推進のリーダーであった。顔の広さからテレビの台頭による俳優の出演問題の対策や、五社の映画をテレビ局に提供する規定の確立、1954年の日本映画製作者協会（現・日本映画テレビプロデューサー協会）の発足、1958年の映倫の規定改正、同年の「映画の日」制度発足、新著作権法施行による原作者に関わる各団体との折衝などにも奔走。税制改変や補助金などの折衝では国会への陳情活動にも尽力した。
1955年9月20日に東宝取締役兼東宝撮影所製作本部長。1962年9月25日に同社専務取締役に就任。
1968年藍綬褒章受章、映画の日特別功労賞受賞。
1971年11月8日に東宝映画が設立されると初代社長に就任した。1974年8月22日、東宝副社長に就任。1975年4月、東宝映画社長の座を田中友幸に譲り、東宝取締役に戻る。
1975年5月22日、田中角栄の金脈問題を追及し、失脚に追い込んだジャーナリスト児玉隆也が病死。児玉を主人公にした映画『愛のとこしえ』を畢生の仕事にすると取り組んだが、社命により中止させられた。同年10月、藤本は江崎真澄ら国会議員の強い政治力の介入があったと証言し、東宝副社長を辞した。自ら取締役に降格。
1978年から始まった日本アカデミー賞の第1回総合プロデューサーを務めたのち、1979年、喉頭癌により逝去。死後正四位勲三等旭日中綬章が贈られた。
全生涯を映画の製作に捧げた藤本の功績を讃え、東宝は藤本の死後藤本賞を設立。1981年より、毎年功績著しい活躍をした映画製作者に対して同賞を授与している。映画界において唯一プロデューサーを顕彰する賞である。
生涯独身を通したが、寂しがり屋な性格で豪酒でもあり、藤本プロ以来の盟友でもある越路吹雪や前記のスタッフ・俳優のほか南海ホークスのファンで鶴岡一人ら、気の合った仲間と毎晩飲み食い歩いていたという源氏鶏太の小説『東京一の淋しい男』は藤本がモデルといわれる。

## 特色

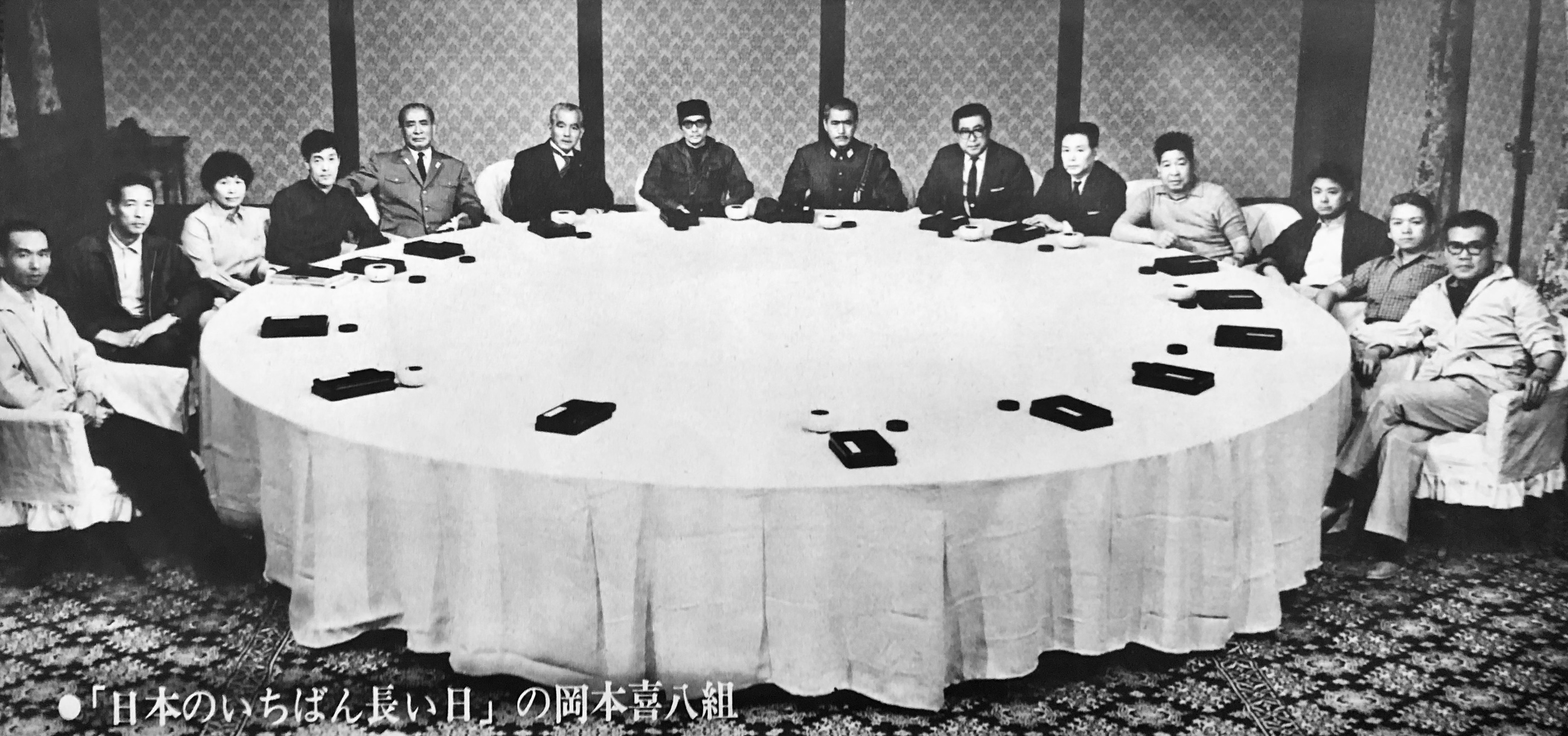
『日本のいちばん長い日』（1967年）のスタッフとキャスト。
左から、鈴木政雄、渡会伸、森淑子、村井博、山村聡、笠智衆、岡本喜八、三船敏郎、藤本真澄、田中友幸、西川鶴三、山本迪夫、阿久根巌、吉崎松雄。首相官邸閣議室のセットにて。

1950年代の日本映画黄金時代では次々にヒット作を量産した。同じ東宝プロデューサーの田中友幸がアクション映画、東宝特撮、時代劇などを得意としたのに対して、藤本は『社長シリーズ』などのサラリーマン喜劇、『若大将シリーズ』『お姐ちゃんシリーズ』などの青春もの、セクシー・コメディ、成瀬巳喜男監督作品などの文芸作品を主として製作し、共にドル箱路線を確立したふたりは東宝映画の両輪として会社を支えた。稲垣浩監督『日本誕生』『忠臣蔵 花の巻・雪の巻』、松林宗恵監督『世界大戦争』、岡本喜八監督『日本のいちばん長い日』など、東宝が社を挙げて大作映画を製作する時は、藤本と田中が共同でプロデュースに当たった。藤本と田中は同学年だが、田中が演劇活動を経て映画界入りが遅かった上に、吸収合併組の大宝を経由して東宝入りしたため、その時藤本は既に第一線で活躍中だった。このため田中は藤本の助手をした経験があり、藤本が兄貴分という関係となる。この懸隔は生涯変わらず、藤本が引退したころには既に60台半ばだった田中は結局東宝本体の役員には就いていない(もっとも、これが幸いして田中は非オーナー型では世界でも稀な現役プロデューサーを80代まで貫く生涯が送れた)。藤本の製作した作品数は227本、田中は240本にも及ぶ。東宝には田中、藤本の他、佐藤一郎、森田信義と、4人のプロデューサーがいたが、その中で、藤本が一番力があり、企画のゴーサインは藤本が実権を持っていたという。森岩雄が導入したアメリカのプロデューサー中心のシステムを実践した人物で、徹底したディレクター・システムの松竹と対極にあった。
予算や撮影日数をオーバーする監督を信用しないと著書で述べている。そのためか1958年の黒澤明監督『隠し砦の三悪人』で大幅な予算・日数超過が出て以降、黒澤作品のプロデュースは行っていない。また、豊田四郎監督にも不信を抱いて、東宝の重役になってからは一度も一緒に仕事をしなかった。
監督やスタッフ・俳優の売り出しは数多い。三人一組のアイドルの元祖・美空ひばり・江利チエミ・雪村いづみの〈三人娘〉の生みの親。越路吹雪、久慈あさみ、新珠三千代などのタカラジェンヌを映画女優としてスター化。くすぶっていた森繁久彌を『三等重役』で大スターにし河村黎吉、三木のり平らを抜擢した。『三等重役』は"三等○○"という流行語が出来る程大ヒットした。大映でこれもくすぶっていた小林桂樹を移籍させ「ホープさん」で売り出し、全盛期を過ぎた上原謙を成瀬作品に起用し演技派として成功させた。加東大介を大番シリーズに抜擢。堀江史朗に命じ『女殺し油地獄』で中村扇雀を売った。他に加山雄三、田中邦衛、池部良、若山セツ子、司葉子、団令子、杉葉子、島崎雪子、角梨枝子、宝田明、尤敏、小泉博ら。島崎雪子は『青い山脈』で原節子がやった芸名を藤本が付けた。加山を売り出した『若大将シリーズ』は、戦前松竹で製作された「若旦那シリーズ」の主演、上原謙、佐分利信、佐野周二の三人を一人にして焼き直した藤本のアイデア。加山が「若大将」と呼ばれる切っ掛けとなったシリーズ第1作『大学の若大将』のタイトルは、藤本が週刊誌で見た黒岩重吾を「北浜の若大将」と書いた記事から連想したもの。加山は藤本を「僕を育ててくれた恩人」と述べている。星由里子は宝塚ファンを対象にしたコンテストに出場してきた星をスカウトしたもの。1951年当時新東宝にいた市川崑を東宝に戻す。1958年、三橋達也を東京映画から東宝に移籍させた。また大御所・栗島すみ子を1956年の『流れる』で18年ぶりに映画出演させたり、森、田中、川喜多長政と共に三船プロダクション設立に尽力、三船敏郎に命令し三船プロの第1回作品『五十万人の遺産』の監督をさせた。石原慎太郎を石原裕次郎より俳優に向いていると初主演（『日蝕の夏』）、初監督（『若い獣』）に抜擢した。当時は異業種の監督というのは在り得ない時代で、助監督の経験のない石原をいきなり監督に起用した事で揉めに揉めたが、結果として岡本喜八、恩地日出夫ら自社の新人監督の他、各社から新人監督が世に出た。なお石原裕次郎を最初に石原慎太郎から紹介されたのは藤本というが、タイプでないと断ったという。1958年の『裸の大将』は山下清の半生を初めて映像化、仲代達矢を主演に抜擢した1959年の『野獣死すべし』は大藪春彦が流行作家となる切っ掛けとなった。1961年の『みな殺しの歌より 拳銃よさらば!』は、まだ若い歌人だった寺山修司が初めて映画（脚本）に関わった作品、クレジットには無いが森岩雄が酷評した寺山脚本を藤本が強引に映画化した。監督では堀川弘通、松林宗恵、松山善三、須川栄三、岩内克己ら。プロデューサーでは金子正且ら。脚本家では井出俊郎、水木洋子、笠原良三、田波靖男、星川清司ら。渡辺晋が本格的に映画製作に乗り出すのは、藤本が晋と渡辺美佐のふたりを契約プロデューサーに招いたことが切っ掛け。1969年に手掛けた『御用金』は、日本初のテレビ局（フジテレビ）との共同製作で、近年隆盛を極めるテレビ局製作による劇場用映画の最初のもの。売り出しとは違うが、1961年の小津安二郎唯一の東宝（製作は宝塚映画）監督作品『小早川家の秋』は、小津の大ファンだった藤本が酒の席で小津を口説き、1979年の黒澤明監督『影武者』は藤本の企画で、黒澤と勝新太郎の橋渡しをしたのも藤本といわれる。勝の降板は、ビデオカメラの持ち込みといった些末な事ではなく、藤本の急逝によって黒沢と勝のパイプ役がいなくなってしまったのが原因という見方もある。

## 逸話
- 1951年、朝日新聞に林芙美子の小説『めし』の連載が始まった。作品に着目した藤本はさっそく下落合の林宅を訪ね、映画化の交渉を行う。林の「主人公の夫婦を誰がやるのか」という問いに藤本が「上原謙と原節子でやりたい」と言うと「それは会社の命令か」と言う。藤本は、映画はプロデューサーがつくるものという持論なので「会社の命令? 会社の命令なんか聞きませんよ」と返事する。しかし林は「上原謙と原節子なんて、そんな美人夫婦では駄目。原節子なんて絶対違う。たとえば中北千枝子のような人がいい」と言う。藤本としては、理解も示しつつ「二時間もの間を引っ張れるような魅力のある人でないと作品がもたない」と言うと、林は「それなら、せめて譲って京マチ子」と提案。しかし当時京マチ子は大映の専属女優だったため、東宝作品に招くのは事実上不可能であり、また藤本は、京が関西出身でこの役には向かないと考え、結局その場で映画化について林からの許可は得られなかった。その後も二、三回交渉したが、林が意見を変えず、交渉は進展しなかった。そのうちに林は急逝、朝日新聞の連載も中絶した。小説は未完だが映画化しないのは心惜しいと、藤本は諦めずに林の夫と交渉を続け、ようやく映画化の同意を得た。原作が未完のため、映画後半は独自に書き下ろすことになるが、林の知人であった田中澄江に脚本を依頼した。監督は千葉泰樹に決めたが病気で倒れたため、代わって成瀬巳喜男に依頼する。しかしせっかく仕上がった田中の脚本が藤本も成瀬も気にいらず、結局井出俊郎に脚本直しを依頼、満足のいく脚本となったが、今度は営業関係から、脚本が淡々過ぎて千葉ならともかく、成瀬では淡い作品になってしまい、興行的に危ない、注意願いたい、と書かれた手紙が届いた。藤本はこの手紙を参考にするよう成瀬に渡し「とにかくドラマティックに撮ってくれ」と頼んだ。作品が完成すると成瀬は「あの手紙はもらっておく」と返してくれなかったと言う。本作は興行的にも大ヒットし成瀬や原節子、上原謙、玉井正夫らにとっても重要作となった。また藤本にとっても原作者と揉めたものの、原節子で行ける、と初志を貫いて成功した作品となった[23]。
- 東宝には藤本派と田中友幸派の二大派閥があって、非常に仲の悪い時期があった。田中派だった水野久美は、藤本らと海外へ行くとホテルの朝食の時に、藤本は自身は可愛がっていた女優には「あれ食べるかい」「これどうかい」などと親切にするが、水野は完全無視。酷いいじめに遭い、海外で帰るわけにもいかず、それは辛く泣きたくなる程であったという[24]。
- 黒澤明監督の『椿三十郎』の主役は最初、小林桂樹だったが藤本がどうしても納得せず三船敏郎になったという[25]。
- 日本映画の黄金時代、量産時代に300本近い作品をプロデュースし、その3分の2をヒットさせた活動屋。大変な高給取りであり、毎晩銀座の一流バーで散財していたと伝えられる。しかし生涯独身だったこともあってか、かなりの遺産を残し、藤本賞は今もその遺産を基にして運営しているといわれる[要出典]。
- 性格は、声が大きく、口角泡を飛ばして怒鳴ってばかり、ガサツ、とてもせっかちなど、共に働いた人からの評価はあまり好意的ではない。白川由美は「原節子さんが好きで、結婚を申し込んだようですが、軽くいなされたという話はウワサとして聞いたことがあります。あのおっとりとした原さんとは、合わなかったんじゃないですか」と話している。金子正且は「あれだけの地位にいて、穏やかないいひとだったら、女性が放っておかなかったんでしょう。藤本さんと噂になったのは水商売の女性ばかり」と述べている。藤本が生涯独身だったのは、一説によると原への愛によるものといわれる。1963年にスクリーンを去った原に、藤本は自身が亡くなるまで、女一人生活していけるだけの給料を支払っていた[12][26][27][28]。
- 原が引退して10年たった1974年の山口瞳との対談では、山口から酒を飲まされ原との仲がどうなのかと誘導尋問的に散々責め立てられるが、頑なに「大恋愛ではない。こちらが一方的に惚れていただけ」との答えに終始している[29]。
- 石原慎太郎を政界に進出するようアドバイスをした人間といわれている[30]。
- 東宝が俳優の専属制を廃止した際に労働組合の一員として交渉にあたった俳優の加藤茂雄は、藤本は会社側の立場にもかかわらず組合側の訴えに共感して周囲から咎められていたことが印象的であったと述懐しており、藤本は映画青年であったと評している[31]。

## 主な製作映画
- 秀子の車掌さん（成瀬巳喜男監督、1941年）
- 青い山脈（今井正監督、1949年）
- めし（成瀬巳喜男監督、1951年）
- 若人の歌（千葉泰樹監督、1951年）
- ホープさん サラリーマン虎の巻（山本嘉次郎監督、1951年）
- 三等重役（春原政久監督、1952年）
- プーサン（市川崑監督、1953年）
- 山の音（成瀬巳喜男監督、1954年）
- 晩菊（成瀬巳喜男監督、1954年）
- 浮雲（成瀬巳喜男監督、1955年）
- 社長シリーズ（1956年 - 1970年）
- 驟雨（成瀬巳喜男監督、1956年）
- 流れる（成瀬巳喜男監督、1956年）
- 大番シリーズ（千葉泰樹監督、1957年 - 1958年）
- 隠し砦の三悪人（黒澤明監督、1958年）
- 若い獣（石原慎太郎監督、1958年）
- 裸の大将（堀川弘通監督、1958年）
- お姐ちゃんシリーズ（1959年-1963年）
- 孫悟空（山本嘉次郎監督、1959年）
- 野獣死すべし（須川栄三監督、1959年）
- 戦国群盗伝 (1959年)
- 私は貝になりたい（橋本忍監督、1959年）
- 日本誕生（稲垣浩監督、1959年）
- がんばれ! 盤嶽 (1960年)
- 名もなく貧しく美しく（松山善三監督、1961年）
- 特急にっぽん（川島雄三監督、1961年）
- 大学の若大将（杉江敏男監督、1961年）
- 世界大戦争（松林宗恵監督、1961年）[2]
- 小早川家の秋（小津安二郎監督、1961年）
- 放浪記（成瀬巳喜男監督、1962年）
- 箱根山 (1962年)
- ぶらりぶらぶら物語（1962年)
- 五十万人の遺産（三船敏郎監督、1963年）
- 江分利満氏の優雅な生活（岡本喜八監督、1963年）
- 乱れる（成瀬巳喜男監督、1964年）
- 君も出世ができる（須川栄三監督、1964年）
- 海の若大将（古澤憲吾監督、1965年）
- 大冒険（クレージーキャッツ結成10周年記念、古澤憲吾監督、1965年）
- けものみち（須川栄三監督、1965年）
- エレキの若大将（岩内克己監督、1965年）
- クレージーの無責任清水港（坪島孝監督、1966年）
- 女の中にいる他人（成瀬巳喜男監督、1966年）
- アルプスの若大将（古澤憲吾監督、1966年）
- 日本のいちばん長い日（岡本喜八監督、1967年）
- 乱れ雲（成瀬巳喜男監督、1967年）
- 御用金（五社英雄監督、1969年）
- 激動の昭和史 軍閥（堀川弘通監督、1970年）
- 激動の昭和史 沖縄決戦（岡本喜八監督、1971年）
- 野獣狩り（須川栄三監督、1973年）
- 日本沈没（森谷司郎監督、1973年）
- 青春の門（浦山桐郎監督、1975年）
- 燃える秋（小林正樹監督、1978年）[注釈 5]

### 企画のみ
- 海底軍艦（本多猪四郎監督、1963年）[2]
- 怪獣総進撃（本多猪四郎監督、1968年）[2]
- 緯度0大作戦（本多猪四郎監督、1969年）

## 演じた俳優
- 神田正輝 （2004年「弟」テレビ朝日系列）
- 風間杜夫 （2005年「女の一代記シリーズ 「越路吹雪 愛の生涯〜この命燃えつきるまで私は歌う〜」フジテレビ系列）
- デビット伊東 （2018年 帯ドラマ劇場「越路吹雪物語」テレビ朝日系列）